# Derek Stewart
Pour les articles homonymes, voir Stewart.
Derek Stewart, né en 1971, est un ancien joueur de basket-ball professionnel américain. Il mesure 2 m.

## Université
- ???? - 1994 :  University of Saint Augustine (NCAA)

## Clubs
- 1994 - 1996 :
- 1996 - 1997 :  Elitzur Rishon (1er division)
- 1997 - 1998 : 
  - puis  Chalon-sur-Saône (Pro A)
- 1998 - 1999 :  Saint Brieuc (Pro B)
- 1999 - ???? :

## Sources
- Maxi-Basket
- Le journal de Saône-et-Loire